# ویلیتز (کالیفرنیا)
ویلیتز (به انگلیسی: Willits) شهری در شهرستان مندوسینو ایالت کالیفرنیا است که در سرشماری سال ۲۰۱۰ میلادی، ۴۸۸۸ نفر جمعیت داشته‌است.